# Cupiennius getazi
Cupiennius getazi là một loài nhện trong họ Ctenidae.
Loài này thuộc chi Cupiennius. Cupiennius getazi được Eugène Simon miêu tả năm 1891.